# Régis Racine
Pour les articles homonymes, voir Racine.
Régis Racine, né le 13 octobre 1970 à Paris, est un entraîneur et joueur français de basket-ball. Il mesure 1,89 m et évolue au poste de meneur.
Régis Racine est international français avec sept sélections en 1994.
Il est le père de trois joueurs de basket-ball : Anthony Racine, Alexis Racine et Warren Racine.

## Biographie
Régis Racine fait ses débuts au CMS Pantin (Seine-Saint-Denis). Il prend le chemin du Racing club de France dans la catégorie cadet, après 3 années au centre de formation du Racing club de France, il intègre l'équipe première évoluant en nationale 1A (1988-1992) puis PSG (1992-1994).
Avec l'arrivée de Laurent Sciarra, Régis Racine décide de prendre la direction du Jet Service Lyon Basket (Pro A, 1994-1995), cette équipe est montée de toutes pièces afin de concurrencer le grand ASVEL. Après une saison de bonne facture (9 points, 5 passes décisives et 5 rebonds de moyenne), Racine part pour le Montpellier Paillade Basket où il obtient son meilleur rendement dans sa carrière de joueur (14 points, 5 rebonds et 6 passes décisives de moyenne) le propulsant parmi les meilleurs meneur de l'hexagone. Il se rompt le tendon d’Achille durant la saison 1996-1997.
Il va ensuite au SLUC Nancy basket (1999-2000) sous la direction de l'entraîneur Hervé Dubuisson. Après un début de saison tonitruant à titre individuel, son temps de jeu diminue.
Régis Racine décide de descendre d'une division, à AS Bondy en seconde division. Il effectue une saison en Pro B en terminant troisième meilleur marqueur français de la division (14,6 points) et en parallèle, il intègre l'INSEP pour effectuer son tronc commun du BE2.
Régis Racine devient entraîneur du promu, le Stade Clermontois basket Auvergne en Nationale 1, un projet de 5 ans pour emmener le club jusqu’à la première division.
Il atteint ses objectifs en seulement 3 années, avec 2 titres de champion de France N1 en 2001 et de Pro B en 2004.
Il effectue 2 saisons supplémentaires en Pro A avec une place en semaine des As.
En 2005-2006, Régis Racine qui vient d'obtenir son BE2 d'entraîneur (complet), prend sa retraite de joueur pour devenir responsable du centre de formation du Stade Clermontois basket Auvergne (2 saisons).
Après une descente sportive, il est proposé à Régis Racine le poste d'entraîneur du SCBA en Pro B.
Il réalise 3 saisons de bonne facture avec une nomination (2008) pour le titre d'entraîneur de l'année.
Après une saisons de turbulence financière et un recrutement en deçà des attentes, Régis Racine propose une collaboration différente en essayant de sauver la tête de son club de cœur en étant cette fois-ci joueur mais à 41 ans, il ne joue que 7 matches.
En janvier 2013, Racine intègre l'encadrement technique de la JSF Nanterre, club de Pro A, pour aider les joueurs à s'améliorer dans son domaine de prédilection, la défense. L'équipe qui était sportivement 15e au classement à mi-parcours va se qualifier pour les play-offs en terminant 8e de la saison régulière, l'apport de Régis Racine se caractérise par 9 points de moins encaissés pour l'équipe de Pascal Donnadieu sur la 2e partie du championnat. La JSF remporte le titre de champion de France.
Il suit en parallèle un master INSEP pour devenir préparateur physique.
Il rejoint les JSA Bordeaux du président Boris Diaw (équipe de N1 pour un projet de 2 saisons sportives) en tant qu'entraîneur. Lors de sa deuxième saison, l'équipe bat le Cholet de Laurent Buffard (Pro A) en coupe de France.
Après un début de saison à 3V-2D, Régis Racine interrompt sa collaboration avec les JSA pour divergence d'opinion sportive (2015).
En 2016, Régis Racine rejoint la Berrichonne de Châteauroux (NM2), les garanties sportive et financière obligent Régis Racine à interrompre rapidement son mandat et la collaboration (août-décembre) à cause de la procédure de redressement judiciaire du club.
Régis Racine rebondit rapidement auprès du club du Limoges ABC (LF2).
Depuis la saison 2022/23 il entraine les féminines du Monaco Basket Association (MBA), évoluant désormais en Ligue Féminine 2 (LF2)

## Clubs
- 1988-1994 :  PSG Racing (Pro A)
- 1994-1995 :  Jet Lyon (Pro A)
- 1995-1999 :  Montpellier Paillade Basket (Pro A)
- 1999-2000 :  Stade Lorrain Université Club Nancy Basket (Pro A)
- 2000-2001 :  Association sportive de Bondy (Pro B)
- 2001-2006 :  Stade Clermontois Basket Auvergne (Nationale 1 puis Pro B puis Pro A)
- 2012 :  Stade Clermontois Basket Auvergne (Nationale 1)

## Palmarès
- Champion de France Pro A (1re division) : 2013: JSF Nanterre
- Champion de France Pro B (2e division) : 2004: Stade Clermontois basket Auvergne
- Champion de France NM1 (3e division) : 2002: Stade Clermontois basket Auvergne
- Champion de France Espoirs : 1990: Racing club de France
- Médaille de bronze à l'Euro espoir :1992
- Médaille de bronze mondiaux militaire : 1992
- Médaille de bronze jeux méditerranéen :1991
- 567 matchs pros (PROA/PROB)
- EDF Espoirs/A'/A : 49 selections